# Energiepflanzenprämie
Die Energiepflanzenprämie ist ein agrarpolitisches Instrument, um den Anbau von Pflanzen zur energetischen Verwendung in der Europäischen Union (EU) zu unterstützen. Sie wurde im Rahmen der Agrarreform im Jahr 2003 eingeführt und im Jahr 2009 letztmals gewährt. Landwirte, die Energiepflanzen anbauen, erhielten unter bestimmten Voraussetzungen die Energiepflanzenprämie als flächenbezogene Beihilfe. Für Anbau auf Stilllegungsflächen wurde hingegen keine Energiepflanzenprämie gezahlt.

## Geschichte der Energiepflanzenprämie
Mit der Umsetzung der Beschlüsse der Agrarreform der EU (Mid-Term-Review) im Jahre 2003 wurde die Förderung des Anbaus von Energiepflanzen in der EU beschlossen. Damit wollte man auch einen Beitrag zur Erreichung der Ziele aus der EU-Richtlinie 2003/30/EG zur Förderung der Verwendung von Biokraftstoffen leisten. Die Richtlinie schreibt einen Anteil von 5,75 % Biokraftstoffen bis zum Jahr 2010 vor.
Ab dem Anbaujahr 2004 wurde eine Prämie von 45 €/ha bis zu einer Anbauhöchstfläche von 1,5 Mio. ha für die EU-15 gewährt. Bei einer möglichen Überschreitung der Anbaufläche würde die Beihilfe anteilig gekürzt werden. Im Jahre 2006 wurde beschlossen die förderfähige Anbaufläche auf 2 Mio. ha zu erweitern und auch den zehn neuen Beitrittsländern die Möglichkeit einzuräumen, die Beihilfe zu beantragen.
Die Energiepflanzenprämie gilt nur für Flächen, die nicht im Rahmen der Flächenstilllegung als stillgelegt gemeldet sind. Zudem muss eine Reihe von Nachweisen (Meldungen, Anbauverträge, Kautionen …) bei der Bundesanstalt für Landwirtschaft und Ernährung erbracht werden, die Kosten verursachen.

## Entwicklung der Flächen mit Energiepflanzenprämie
Im Jahr 2004 wurde europaweit für insgesamt 0,31 Mio. ha die Beihilfe gezahlt. Im Jahr 2005 waren es bereits 0,57 Mio. ha, im Jahr 2006 1,23 Mio. ha und im Anbaujahr 2007 ungefähr 2,84 Mio. ha.

## Aktuelle Entwicklungen
Aufgrund des rasanten Anstiegs des Energiepflanzenanbaues in der Europäischen Union wurde 2007 für ca. 2,84 Mio. ha Energiepflanzenprämie beantragt und überschritt damit die förderfähige Gesamtfläche von 2 Millionen Hektar. Entsprechend erfolgte eine Kürzung der Beihilfe um ca. 30 %, d. h. die Landwirte erhielten nicht mehr 45 €/ha, sondern nur noch rund 33 €/ha. Im Rahmen der Überprüfung (Health Check) der Gemeinsamen Agrarpolitik (GAP) wurde die Abschaffung der Energiepflanzenprämie beschlossen. Die Auszahlung erfolgt letztmals für die Ernte 2009.